# Doetinchem
Doetinchem (baix alemany Deutekem) és un municipi de la província de Gelderland, al centre-oest dels Països Baixos. L'1 de gener del 2009 tenia 56.085 habitants repartits sobre una superfície de 79,67 km² (dels quals 0,57 km² corresponen a aigua). Limita al nord amb Bronckhorst, a l'oest amb Zevenaar, al sud-est amb Oude IJsselstreek i al sud-est amb Montferland.

## Centres de població

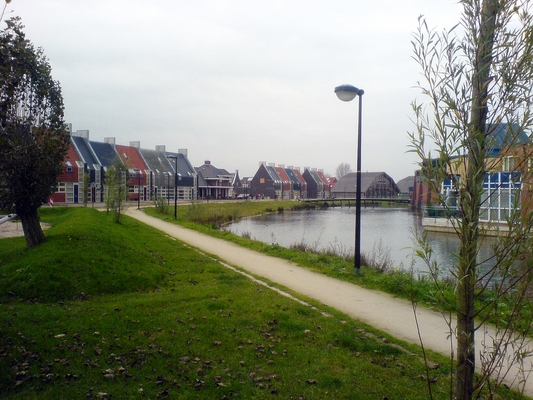
Dichteren.

A part de la ciutat de Doetinchem el municipi compta amb els següents centres:
Pobles
- Gaanderen
- Wehl
- Nieuw-Wehl
- Wijnbergen

Barris
- Dichteren
- IJzevoorde
- Langerak
- Het Broek (Zelhemse Broek)
- Wehlse Broek

Llogarets
- Stadscentrum
- Overstegen
- Schöneveld & Muziekbuurt
- Oosseld
- De Huet
- Dichteren
- Noord & Bezelhorst
- De IJsseltuinen

## Administració
El consistori consta de 31 membres, compost per:
- Crida Demòcrata Cristiana, (CDA) 8 regidors
- Partit Popular per la Llibertat i la Democràcia, (VVD) 6 regidors
- GroenLinks, 5 regidors
- Doetinchemse Sociaal-Democraten (DSD), 4 regidors
- Partit del Treball, (PvdA) 3 regidors
- Demòcrates 66, 2 regidor
- Stadspartij Doetinchem, 2 regidors

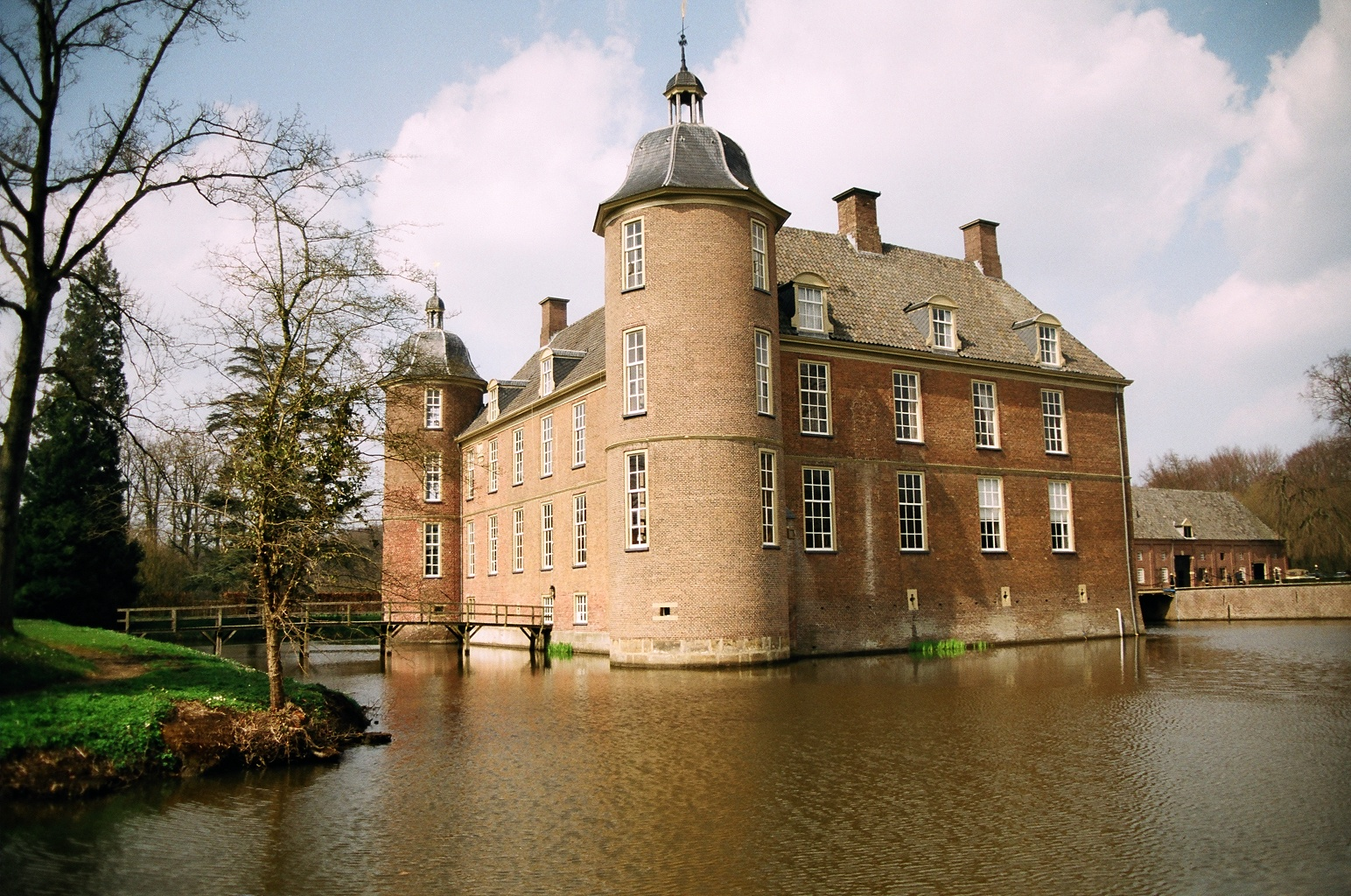
Castell de Slangenburg

- ChristenUnie/SGP, 1 regidor

## Agermanaments
- La Libertad
- Pardubice